# Walter Fernandes da Costa Firmino
Walter Fernandes da Costa Firmino (Recife, 24 de noviembre de 1991), deportivamente conocido como Waltinho, es un jugador de fútbol sala que actualmente juega en Jimbee Cartagena de la Primera División de fútbol sala. Juega en la posición de pívot.

## Biografía
Es un jugador de fútbol sala nacido en Recife, que iniciaría su formación en el Guarapuava brasileño, antes de emprender su aventura de trotamundos por el futsal mundial.
En la temporada 2013-14, llega a Italia para jugar en las filas del Luparense Calcio a 5. En su primera temporada de su estreno en el fútbol sala europeo lograría conquistar la liga italiana. En sus dos temporadas en Luparense anotaría 39 goles en 57 partidos.
En la temporada 2015-16, defendería la camiseta del Carlisport Cogianco, con el que anota 21 tantos en 22 encuentros.
En la temporada 2016-17, jugaría en el Pescara Calcio a 5, marcando 4 goles en 5 partidos.
En la temporada 2017-18, firma por el AD Fundao portugués, conjunto en el que anotó 13 goles en 17 partidos.
Durante las temporadas 2018-19 y 2019-20 jugaría en el Nagoya Oceans, con el que conquistaría la liga durante las dos temporadas, anotando 100 goles, 46 goles en la primera temporada y 54 goles en la segunda.
En la temporada 2020-21, llega a España para jugar en el Jimbee Cartagena, con el que anotaría 24 goles en 33 partidos disputados.
El 20 de abril de 2021, el jugador firma por el Sporting de Portugal de la Liga portuguesa de fútbol sala para la temporada 2021-22.
El 9 de agosto de 2022, regresa al Jimbee Cartagena de la Primera División de fútbol sala.
El 23 de junio de 2024, logra el título de la Primera División de fútbol sala con el Jimbee Cartagena al vencer en la final a ElPozo Murcia por tres victorias a uno en el cuarto partido de la final.

## Clubes
- 2012-2013 –  Guarapuava Futsal
- 2013-2015 –  Luparense Calcio a 5
- 2015-2016 –  Carlisport Cogianco
- 2016 –  Pescara Calcio a 5
- 2016-2017 –   Associação Desportiva do Fundão
- 2017-2020 -  Nagoya Oceans
- 2020-2021 -  Jimbee Cartagena
- 2021-2022 -  Sporting de Portugal
- 2022-actualidad -  Jimbee Cartagena

## Palmarés
- 1 Liga de Italia (2013-14)
- 2 Ligas de Japón (2018-19) (2019-20)
- 1 Copa de Japón (2019)
- 3 Supercopas de Japón (2017, 2018 y 2019)
- 2 Supercopa de España de fútbol sala (2024) (2025)
- 2 Primera División de fútbol sala (2024) (2025)